# Black Velvet
«Black Velvet» —en español: «Terciopelo negro»— es una canción escrita por los compositores canadienses Christopher Ward y David Tyson, y grabada por la cantante y compositora, también canadiense, Alannah Myles. Fue publicado en julio de 1989 como uno de los cuatro simples del CD epónimo de Myles, por Atlantic Records. Se convirtió en número uno por dos semanas en la Billboard Hot 100 en 1990 y logró el número uno en Mainstream Rock Tracks, así como número diez en su Canadá nativa y número dos en el UK Singles Chart. Contiene versos de blues con un coro de rock.
Myles ganó el Premio Grammy a la mejor interpretación vocal de rock femenina de 1990 y el Premio Juno por el sencillo del año de 1990. Desde su lanzamiento, esta power ballad ha sido muy reproducida en las radios, recibiendo un "Premio Millonario" de ASCAP en 2005, por más de cuatro millones de reproducciones en las radios.

## De fondo y escritura
La canción es un peán a Elvis Presley. Fue coescrita por Christopher Ward, quién por ese entonces era el novio de Myles, inspirado en un autobús lleno de fanes de Elvis que viajaban a Memphis para asistir a la vigilia del 10º aniversario en Graceland, en 1987. A su regreso a Canadá, le contó su idea a Alannah y al productor David Tyson, quien escribió los acordes. La canción era una de tres en un demo que Myles presentó a Atlantic Records, quien finalmente firmó un contrato con la disquera.
Atlantic Records decepcionó mucho a Myles, para quien se escribió la canción, pues se la ofrecieron a la artista country Robin Lee para que la grabara. En los Estados Unidos, la versión de Myles se editó en diciembre de 1989, mientras que la versión de Lee se publicó dos meses más tarde, en febrero de 1990.
Myles editó una versión nueva de la canción en una edición digital de un EP tributo a Elvis para conmemorar los 30 años de su muerte en agosto de 2007. Más tarde, se incluyó en su CD de 2008 Black Velvet.

## Vídeo musical
El vídeo musical, dirigido por Doug Freel, era filmado en parte en el rancho familiar de Myles en Buckhorn, Ontario. Myles aparece cantando en el porche con su guitarrista, con escenas de un concierto con su banda intercaladas.

## Publicación y recepción
Editado como el segundo simple del álbum debut de Myles, primero fue publicado en Canadá en julio de 1989, alcanzando el N.º 10 en septiembre de ese año, siendo el primero de sus cuatro éxitos que entraron en la lista de los 10 mejores en su tierra natal. A nivel mundial, fue editado como el simple debut de Myles. Fue publicado en Estados Unidos en diciembre de 1989, y en el resto del mundo a principios de 1990, siendo top ten en la mayoría de los países donde fue lanzado, y N.º 1 en cuatro de ellos: Estados Unidos, Noruega, Suecia y Suiza, recibiendo discos de oro y platino en varios países.

## Lista de temas
CD maxisencillo
1. «Black Velvet» – 4:40
2. «If You Want To» – 4:11
3. «Who Loves You» – 3:36

7" sencillo
1. «Black Velvet» – 4:02
2. «If You Want To» – 4:11

12" maxisencillo
1. «Black Velvet» – 4:40
2. «If You Want To» – 4:11
3. «Who Loves You» – 3:36

## Ventas
| Lista (1989-1991)                     | Máxima posición |
| ------------------------------------- | --------------- |
| Alemania (Offizielle Deutsche Charts) | 2               |
| Australia (ARIA)                      | 3               |
| Austria (Ö3 Austria Top 40)           | 2               |
| Bélgica (Flandes) (Ultratop 50)       | 2               |
| Canadá (RPM Top Singles)              | 10              |
| Dinamarca (Tracklisten)               | 29              |
| Estados Unidos (Billboard Hot 100)    | 1               |
| Estados Unidos (Adult Contemporary)   | 7               |
| Estados Unidos (Mainstream Rock)      | 1               |
| Francia (SNEP)                        | 24              |
| Irlanda (IRMA)                        | 8               |
| Nueva Zelanda (Recorded Music NZ)     | 2               |
| Noruega (VG-lista)                    | 1               |
| Países Bajos (Dutch Top 40)           | 3               |
| Países Bajos (Mega Single Top 100)    | 3               |
| Polonia (Polish Airplay Top 100)      | 95              |
| Reino Unido (UK Singles Chart)        | 2               |
| Suecia (Sverigetopplistan)            | 1               |
| Suiza (Schweizer Hitparade)           | 1               |

| Lista (1990)             | Posición |
| ------------------------ | -------- |
| Australian Singles Chart | 13       |
| Austrian Singles Chart   | 6        |
| Canadian Singles Chart   | 81       |
| Dutch Top 40             | 13       |
| Swiss Singles Chart      | 10       |
| UK Singles Chart (OCC)   | 18       |
| US Billboard Hot 100     | 18       |

## Versión de Robin Lee
La artista de música country Robin Lee, que también había firmado con Atlantic en ese entonces, hizo una versión cover de "Black Velvet" en 1990 en su tercer álbum de estudio, también titulado Black Velvet. La versión de Lee alcanzó el número 12 en la Billboard Hot Country Singles & Tracks de Estados Unidos.

### Posicionamiento en listas
| Lista (1989–1990)                             | Posición alcanzada. |
| --------------------------------------------- | ------------------- |
| Canadá (Country Tracks RPM)                   | 21                  |
| Estados Unidos (Hot Country Songs (Billboard) | 12                  |

## Otras versiones
- La ganadora del programa sudafricano Idols South Africa, Anke Pietrangeli, publicó una versión en su álbum Tribute to the Great Female Vocalists de 2009.[29]
- "Black Velvet" fue grabado por la artista canadiense Kami y lanzado en su sencillo "Death Toll Rising" en enero de 2013.
- El grupo The Lost Fingers la grabó en su álbum "Lost in the 80s" de 2008.
- En 2015, la banda de metal pesada canadiense Kobra and the Lotus grabó la canción para su primer EP titulado Words of the Prophets.[30]
- "Black Velvet" también ha sido grabado por Valentina Gautier (como "Hey tu" en italiano), Gee Gee & Soluna presentando Soluna Samay, Bert Heerink (como "Rocksterren" en neerlandé), Vicky Rosti (como "Yön helmaan" en finlandés), Jackie Thomas, y Sandi Thom.